# Avicii arena
Avicii Arena, prvotno znana kot Stockholm Globe Arena in prej kot Ericsson Globe, vendar v švedščini običajno imenovana preprosto Globen (izgovarja se [ˈɡlǔːbɛn] ⓘ; dobesedno 'Globus'), je notranja arena v Stockholm Globe City, okrožje Johanneshov v Stockholmu na Švedskem. Kljub spremembi imena se lokalna postaja podzemne železnice še vedno imenuje postaja podzemne železnice Globen.
Arena predstavlja Sonce v švedskem Osončju, največji model Osončja na svetu.

## Gradnja
Avicii Arena je največja kroglasta stavba na Zemlji, katere gradnja je trajala dve leti in pol. Ima premer 110 metrov in notranjo višino 85 metrov. Prostornina stavbe je 605.000 kubičnih metrov in ima kapaciteto 16.000 gledalcev za predstave in koncerte ter 13.850 za hokej na ledu. V zgornjem delu je 40 VIP lož in restavracija.
Jekleno, betonsko in stekleno konstrukcijo, ki so jo zasnovali arhitekti Berg Arkitektkontor AB, podpira vesoljska struktura MERO.

## Zgodovina
Globen je bila odprta 19. februarja 1989 po manj kot treh letih gradnje. Prvi večji dogodki so bili Melodifestivalen, svetovno prvenstvo v hokeju na ledu in evropsko prvenstvo v moški odbojki.
Leta 2009 je švedsko telekomunikacijsko podjetje Ericsson uradno pridobilo pravice do poimenovanja arene Stockholm Globe, ki je postala znana kot Ericsson Globe.
Leta 2021 je bilo napovedano, da se bo arena preimenovala v Avicii Arena v čast pokojnega švedskega DJ-ja Aviciija, ki je umrl leta 2018. V počastitev novega imena je Kraljevi stockholmski filharmonični orkester posnel izvedbo pesmi Avicii For a Better Day, vokal pa je zagotovila štirinajstletna švedska pevka Ella Tiritiello.
Junija 2022 je bilo odločeno, da se arena v letu 2024 prenovi in posodobi z namenom gostitve svetovnega prvenstva IIHF leta 2025 (ki bo skupaj potekalo na Švedskem in Danskem) in kot del nejasne kandidature Stockholma za zimske olimpijske igre leta 2030. Po načrtovanem ponovnem odprtju v začetku leta 2025 naj bi sosednjo areno Hovet porušili, lokacija pa naj bi postala del novega okrožja Soderhov. Julija 2023 je bilo objavljeno, da je podjetje NCC prejelo pogodbo za prenovo. Leta 2027 bo arena gostila tekme skupinskega dela evropskega prvenstva v košarki za ženske.

## Dogodki
Globen se uporablja predvsem za hokej na ledu in je nekdanja domača arena AIK-a, Djurgårdens IF-a in Hammarby IF-a. Uporablja se tudi za glasbene nastope in druge športe poleg hokeja na ledu, na primer futsal (dvoranski nogomet). Tretja ekipa, ki je odigrala domačo tekmo v svoji ligi, je bila Huddinge IK (tri domače tekme tam, vse leta 1993), sledila sta mu Hammarby IF (20 domačih tekem v Globenu doslej) in AC Camelen (ena tekma leta 1998, v ligi šeste stopnje, z 92 gledalci).
Prva mednarodna tekma, odigrana v Globenu, je bila med Hammarby IF (Švedska) in Jokeritom (Finska) nekaj tednov pred slovesnim odprtjem, čeprav so bili igralci takrat stari le 12 let (rojeni leta 1977) in je bila to prijateljska tekma.
Arena je gostila finale letnega glasbenega tekmovanja Melodifestivalen Sveriges Television, švedske kvalifikacijske oddaje za Pesem Evrovizije, vse do leta 2012. Oddaja se je v areno vrnila za prve tri kvalifikacijske tekme leta 2022. Leta 2000 in 2016 je gostila tudi Pesem Evrovizije.
Marca 2021 je kljub pandemiji COVID-19 gostila svetovno prvenstvo v umetnostnem drsanju. Novembra 2021 je gostila turnir Counter-Strike: Global Offensive Major Stockholm 2021.
Od leta 2000 Nacionalna hokejska liga (NHL) areno občasno uporablja za tekme, tako v predsezoni kot v redni sezoni. Najnovejše tekme v areni so bile dve tekmi redne sezone med Buffalo Sabres in Tampa Bay Lightning novembra 2019, ki sta bili del dogodka NHL Global Series. Globalna serija se je novembra 2023 vrnila v Avicii Areno, ko so se vrnili Senatorji, pridružili pa so se jim še Detroit Red Wings, Minnesota Wild in Toronto Maple Leafs. Vsaka ekipa je na dogodku odigrala dve tekmi.

## Umetniško delo
Majhna aluminijasta koča z 12 kvadratnimi metri velikim podnožjem je bila postavljena na Globen 26. maja 2009. Umetnik Mikael Genberg je želel, da bi ponazorila dva pomembna simbola Švedske: visokotehnološko stavbo in tradicionalno, preprosto majhno podeželsko kočo v rdeči barvi Falu z belimi obrobami. Hiša je bila postavljena nekoliko oddaljeno od natančnega vrha Globusa. Genberg je upal tudi, da bo podobno kočo sčasoma postavil na Luno, kar se še ni zgodilo. Koča je ostala na Globusu do oktobra 2009.

## Skyview
Skyview, odprt februarja 2010, je zunanje nagnjeno dvigalo, ki obiskovalce prevaža na vrh arene, od koder se odpira praktično neoviran pogled na Stockholm.
Ima dve kroglasti gondoli, od katerih vsaka sprejme do 12 potnikov, ki potujeta po vzporednih tirnicah na zunanji strani južne strani globusa.